# 宮崎明
宮崎 明（みやざき あきら、1923年10月19日 - 2003年9月20日）は日本の建設官僚。鹿島建設元社長。

## 経歴
長野県長野市出身。昭和21年（1946年）東京帝国大学工学部土木工学科卒業。同年内務省に入省。同47年（1972年）建設省技術参事官、同49年（1974年）国際水資源局長。
退官後、昭和51年（1976年）鹿島建設に入社。同63年（1988年）副社長、平成2年（1990年）社長に就任したが、ゼネコン汚職問題で引責辞任して同8年（1996年）会長、のち名誉相談役となる。同9年（1997年）土木学会第85代会長に就任した。